# Menselijke echolocatie
Menselijke echolocatie is echolocatie door mensen uitgevoerd. Meestal zijn dit mensen die het gezichtsvermogen verloren hebben.
Door met hun mond klikgeluiden te maken, kunnen sommige blinden zich een beeld van hun omgeving vormen.

## Bekende toepassers
- Daniel Kish (1966). Kish verloor zijn zicht door de preventieve verwijdering van zijn ogen tegen kanker gedurende zijn eerste levensjaar.
- Tom De Witte (1979). De Belg Tom De Witte had een aangeboren glaucoom in beide ogen. Tegen 2009 was hij volledig blind. Hem werd echolocatie aangeleerd door Daniel Kish. Hij staat nu bekend als de "batman van België".[2][3] In Europa is hij de referentie met betrekking tot menselijke echolocatie.[4]